# Palpomyia kilembei
Palpomyia kilembei är en tvåvingeart som beskrevs av John William Scott Macfie 1939. Palpomyia kilembei ingår i släktet Palpomyia och familjen svidknott. Inga underarter finns listade i Catalogue of Life.